# An Evening with Adele
An Evening with Adele là chuyến lưu diễn hòa nhạc đầu tiên của ca sĩ-người sáng tác bài hát người Anh Adele, quảng bá cho album đầu tay, 19.

## Ca khúc
1. "Cold Shoulder"
2. "Melt My Heart to Stone"
3. "Daydreamer"
4. "Best for Last"
5. "Right as Rain"
6. "Many Shades of Black" (hát lại của The Raconteurs)
7. "First Love"
8. "Tired"
9. "Make You Feel My Love" (hát lại của Bob Dylan)
10. "Fool That I Am" (hát lại của Etta James)
11. "Hometown Glory"

Encore
1. "Crazy for You"
2. "That's It, I Quit, I'm Movin' On"
3. "Chasing Pavements"

Nguồn: